# Classe Alta
La classe Alta est une classe de dragueurs de mines exploitée par la marine royale norvégienne. Une classe presque identique de chasseurs de mines est connue sous le nom d'Oksøy (en).

## Caractéristiques
La classe Alta a été construite par Kværner Mandal en 1996 et 1997, tandis que la classe connexe d'Oksøy a été construite en 1994 et 1995. Au total, 9 navires ont été construits, 5 dragueurs de mines et 4 chasseurs de mines. La coque du catamaran est construit en plastique renforcé de fibres de très faible signature magnétique.
Deux grandes hélices situées de chaque côté créent un coussin d’air entre les deux coques, et une jupe avant et arrière en caoutchouc, soulevant le navire, offre une petite traînée et une vitesse de croisière élevée, ainsi qu’une faible sensibilité au choc des mines. La propulsion par hydrojet, offre une signature acoustique faible. Un système de démagnétisation donne aux navires une signature électromagnétique extrêmement basse.[réf. nécessaire]

## Navire
| Classe Alta     |        |                 |                  |                                             |  |
| Immatriculation | Nom    | Constructeur    | Commande         | Statut                                      |  |
| M350            | Alta   | Kværner, Mandal | 12 janvier 1996  |                                             |  |
| M351            | Otra   | Kværner, Mandal | 8 novembre 1996  |                                             |  |
| M352            | Rauma  | Kværner, Mandal | 2 décembre 1996  |                                             |  |
| M353            | Orkla  | Kværner, Mandal |                  | Détruit par un incendie le 19 novembre 2002 |  |
| M354            | Glomma | Kværner, Mandal | 1er juillet 1997 | Vendu à la casse en 2009                    |  |

## Historique
Le Orkla a été détruite par un incendie le 19 novembre 2002. Le Glomma n'est plus en service actif.[réf. nécessaire]